# Sorghum burmahicum
Sorghum burmahicum là một loài thực vật có hoa trong họ Hòa thảo. Loài này được Raizada miêu tả khoa học đầu tiên năm 1957.